# Józef Kozarski

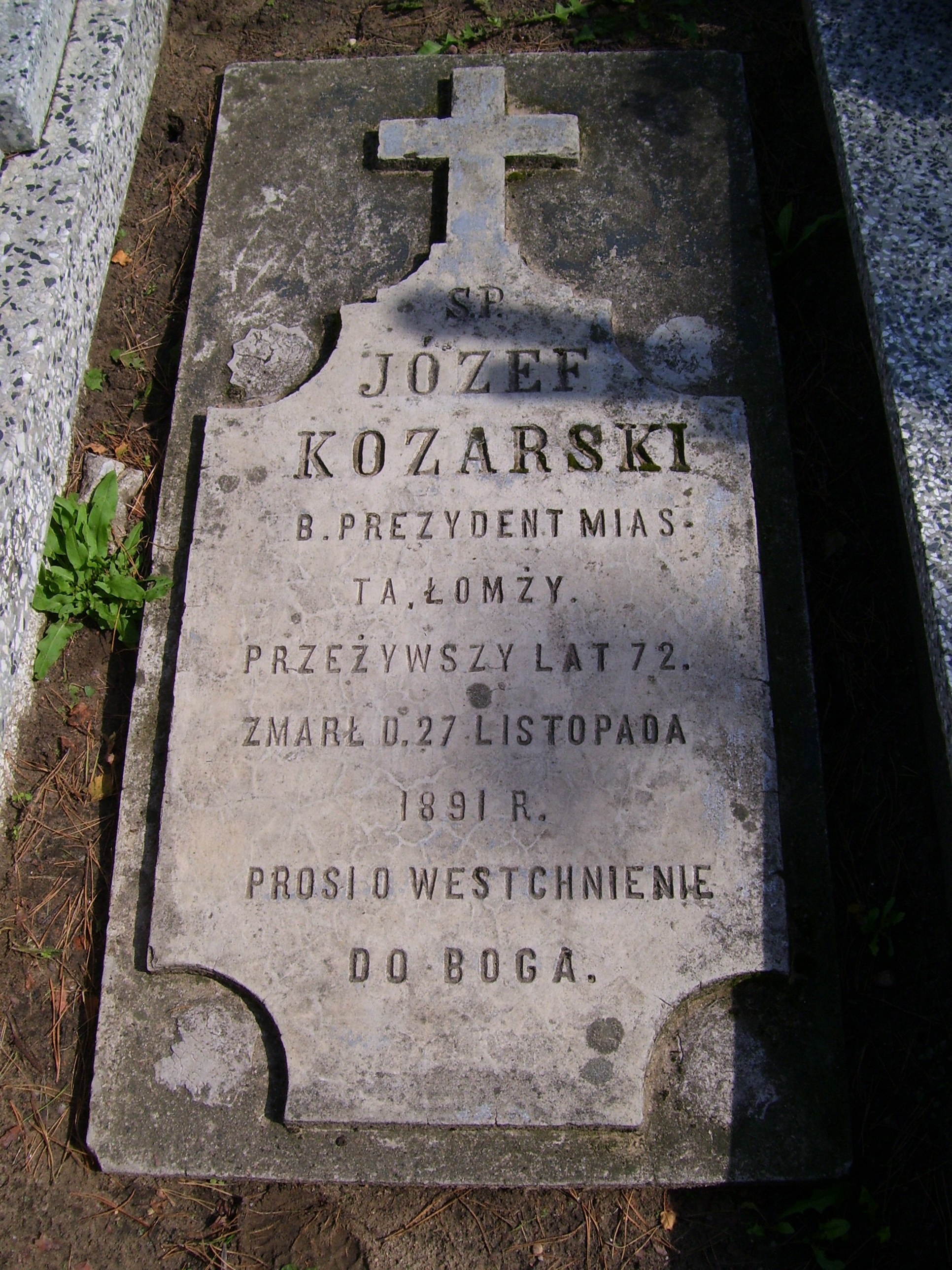
Nagrobek Józefa Kozarskiego

Józef Kozarski (ur. 1819, zm. 27 listopada 1891) – polski szlachcic, prezydent Łomży.
Pochodził z rodziny szlacheckiej herbu Wężyk. W latach 1864–1865 prezydent Łomży z roczną pensją 600 rubli. Pochowany na cmentarzu w Stoczku Łukowskim.